# IBlali

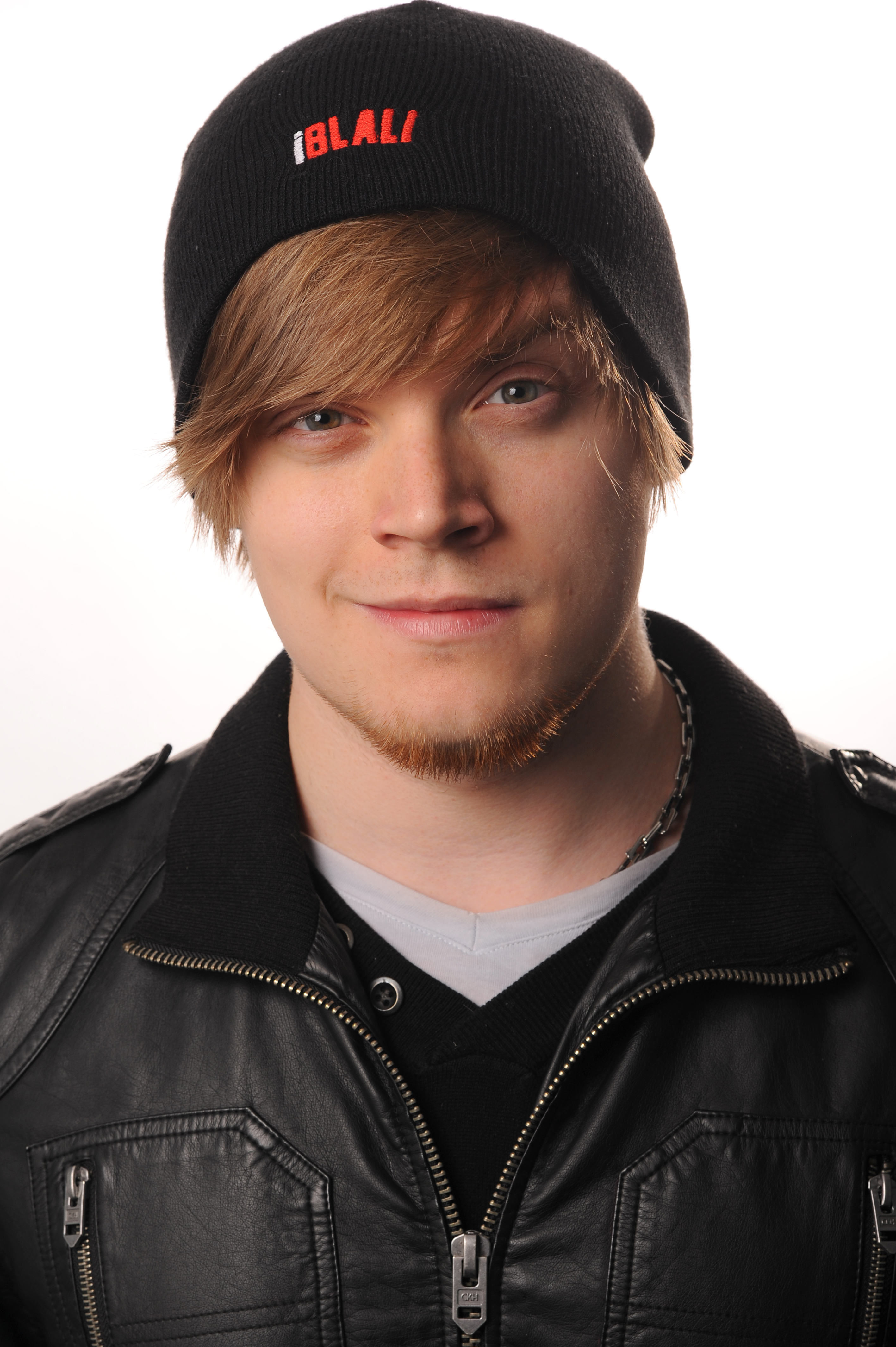
iBlali (2013) - deutscher Webvideoproduzent und Schauspieler

iBlali, auch VIK genannt (bürgerlich Viktor Roth; * 29. Februar 1992 in Jessil, Kasachstan), ist ein deutscher Webvideoproduzent, Streamer, Schauspieler und Synchronsprecher.

## Leben
Viktor Roth zog im Alter von sechs Jahren aus Kasachstan, wo er mit seiner russlanddeutschen Familie in ärmlichen Verhältnissen lebte, nach Deutschland. Die Familie zog mehrfach um. Seit seinem neunten Lebensjahr lebte er in Wedel und besuchte dort die Theodor-Storm-Schule. Nachdem er seinen Hauptschulabschluss absolviert hatte, besuchte er die Berufsfachschule in Pinneberg und holte seinen erweiterten Realschulabschluss nach. Nach kurzer Arbeitslosigkeit entschloss er sich, sein Abitur auf dem Fachgymnasium in Elmshorn nachzuholen, brach die Schule jedoch im Jahr 2011 wenige Monate später ab und zog nach Hamburg um, damit er sich nach der erfolgreichen Teilnahme an YouTube NextUp, einem Projekt für die Unterstützung neuer Kanäle mit einem Preisgeld von 20.000 Euro, und der Partnerschaft mit dem Multi-Channel-Network Mediakraft Networks vollkommen YouTube widmen konnte. Im selben Jahr zog er nach Düsseldorf. Mitte 2014 zog er nach Köln. Anfang 2021 wohnte er zwischenzeitlich auf Madeira. Anfang 2022 kehrte er nach Köln zurück. Im Dezember 2023 zog er sich aufgrund von privaten sowie psychischen Problemen von Youtube zurück und zog in dieser Zeit in sein eigenes Haus. Er kehrte im August 2024 wieder zurück auf Youtube und erläuterte in einem Video, was in seiner Pause passiert war.

## YouTube
Angefangen hat Roth auf YouTube mit Let’s Plays auf dem Kanal Aligator1024. Sein erstes Video wurde am 17. Juni 2006 hochgeladen. Während seiner Let’s-Player-Zeit hatte er noch einen zweiten mittlerweile gelöschten Account namens Bl4li, auf dem er Kurzfilme und selbstgemachte Lieder wie Dönerbuden-Ali hochlud. Auf Bl4li machte er erste Erfahrungen mit Kurzfilmen, aus denen sein Hauptkanal iBlali hervorging. Auf diesem Kanal wurde er durch Comedy-Formate wie Ali-Tells bekannt, produzierte aber noch kleinere Videos mit anderen Themen (Creeps & Videospielmythen oder Flop Games). Er kooperierte mit anderen YouTubern, unter anderem ApeCrime, Simon Unge, Julien Bam, Jarow oder Y-Titty. Er steht mit den Kanälen iBlali und VIK bei der ReachHero GmbH unter Vertrag.
Mitte 2016 stellte er seine Erfolgsserie Ali-Tells ein, woraus das anfangs ernstere iAsk hervorging. Nach dem letzten Ali-Tells von 2019 gab es eine zweijährige Pause, woraufhin es am 28. April 2021 ein Special zum zehnjährigen Geburtstag des Youtube-Kanals iBlali gab.
Seit Mai 2021 veröffentlicht er wieder regelmäßig Videos auf iBlali, angefangen mit Sketchen wie NICE GUYS...
Im Dezember 2023 kündigte er an, sich von YouTube zurückzuziehen.
Am 27. Mai 2024 kehrte er auf YouTube zurück, um seine Erfahrungen mit dem YouTuber Simon Unge darzustellen, welche er als belastend empfand. Er setzte seine Pause nach diesem Video jedoch weiter fort und kehrte am 2. August 2024 wieder zurück auf Youtube.

## Podcast
Roth veröffentlichte am 5. Mai 2022 seinen Podcast „Nicht mehr ganz Twitter“, in dem er mit dem YouTuber Zeo über die verrückte Welt von Twitter, sein Liebesleben und weitere ungewöhnliche Sachen spricht. Die letzte Folge erschien am 31. August 2023.

## Twitch
Seit Ende 2017 streamte Roth live auf dem Twitch-Kanal iBlali und gab nach und nach seinen Hauptkanal auf Youtube auf. Seitdem lädt er einen Großteil seiner Videos auf dem Kanal VIK hoch. Diese ordnen sich in die Genres Gaming, Reaction oder selten Comedy ein.

## Auszeichnungen
- 2011 gewann Roth den Youtube NextUp-Wettbewerb.[22]
- 2014 wurde ihm im Rahmen des Videodays der „Goldene Play Button“ für 1.000.000 Abonnenten verliehen.[23]

## Filmografie
- 2015: Kartoffelsalat – Nicht fragen![24]
- 2016: Ratchet und Clank (Synchronsprecher von Zed)
- 2016: Angry Birds – Der Film (Synchronsprecher von Bubbles)[25]
- 2020: Kartoffelsalat 3 – Das Musical